# 羅伊·沙利文
羅伊·克利夫蘭·沙利文（Roy Cleveland Sullivan，1912年2月7日—1983年9月28日）是美國維珍尼亞州仙納度國家公園的一個護林員。在1942到1977年之間，沙利文在不同情況下被雷劈到七次並存活。沙利文已被健力士世界紀錄认可为“被闪电击中次数最多的人”，被昵称为「人類導電體」或「人體避雷針」。

## 個人生活
羅伊·沙利文於1912年2月7日出生於美國維珍尼亞州的格林縣。1936年，他開始在仙納度國家公園擔任護林員。沙利文被描述為一個強壯而粗獷的男人，長相與美國演員真·赫曼相似。他周遭的人由於害怕一同被雷擊而避開他，這使他感到難過。
1983年9月28日上午，沙利文向頭部開槍自殺身亡，享年71歲。他的兩頂護林員帽子分別在紐約和南卡羅萊納州的兩個健力士世界展覽館展出。

## 外部連結
- National Weather Service Lightning Safety Information
- 在Find a Grave上的羅伊·沙利文